# Campeonato Argentino de Futebol de 1933 (AFAP)
O Campeonato Argentino de Futebol de 1933, originalmente denominado Copa Campeonato 1933 pela entidade reguladora oficial, a Asociación Argentina de Football (Amateurs y Profesionales), foi o quinquagésimo terceiro torneio da Primeira Divisão da chamada era amadora. O certame foi jogado em um único turno de todos contra todos, entre 2 de abril e 20 de novembro de 1933. O Dock Sud conquistou o seu primeiro título de campeão argentino.

## Classificação final
| Pos | Equipes                | Pts | J  | V  | E | D  | GM | GS | SG  |
| --- | ---------------------- | --- | -- | -- | - | -- | -- | -- | --- |
| 1.  | Sportivo Dock Sud      | 29  | 19 | 13 | 3 | 3  | 43 | 15 | +28 |
| 2.  | Nueva Chicago          | 28  | 19 | 12 | 4 | 3  | 46 | 21 | +25 |
| 3.  | Banfield               | 27  | 19 | 11 | 5 | 3  | 39 | 23 | +16 |
| 4.  | Defensores de Belgrano | 26  | 19 | 11 | 4 | 4  | 33 | 12 | +21 |
| 5.  | Sportivo Alsina        | 23  | 19 | 9  | 5 | 5  | 32 | 19 | +13 |
| 6.  | Barracas Central       | 21  | 19 | 9  | 3 | 7  | 36 | 28 | +8  |
| 6.  | All Boys               | 21  | 19 | 8  | 5 | 6  | 30 | 31 | -1  |
| 6.  | Liberal Argentino      | 21  | 19 | 8  | 5 | 6  | 27 | 34 | -7  |
| 9.  | Club Almagro           | 20  | 19 | 7  | 6 | 6  | 33 | 34 | -1  |
| 9.  | Argentino de Temperley | 20  | 19 | 7  | 6 | 6  | 25 | 26 | -1  |
| 11. | Sportivo Acassuso      | 19  | 19 | 7  | 5 | 7  | 29 | 28 | +1  |
| 11. | Excursionistas         | 19  | 19 | 7  | 5 | 7  | 31 | 32 | -1  |
| 13. | Sportivo Buenos Aires  | 17  | 19 | 5  | 7 | 7  | 23 | 22 | +1  |
| 13. | Estudiantil Porteño    | 16  | 19 | 7  | 2 | 10 | 21 | 33 | -12 |
| 15. | Colegiales             | 14  | 19 | 5  | 4 | 10 | 20 | 32 | -12 |
| 15. | Palermo                | 14  | 19 | 6  | 2 | 11 | 18 | 33 | -15 |
| 17. | El Porvenir            | 13  | 19 | 5  | 3 | 11 | 31 | 35 | -4  |
| 18. | Argentino de Quilmes   | 12  | 19 | 4  | 4 | 11 | 29 | 46 | -17 |
| 18. | Estudiantes (BA)       | 12  | 19 | 4  | 4 | 11 | 26 | 49 | -23 |
| 20. | Sportivo Barracas      | 8   | 19 | 2  | 4 | 13 | 14 | 33 | -19 |

## Premiação
| Campeonato Argentino de Futebol de 1933 (AFAP) |
| ---------------------------------------------- |
| Sportivo Dock Sud Campeão (1° título)          |

## Goleadores
| Jogador   | Jogador         | Gols | Equipe           |
| --------- | --------------- | ---- | ---------------- |
| Argentina | Alfonso Lorenzo | 16   | Barracas Central |

## Bibliografía
- Estévez, Diego (2010). 38 Campeones del fútbol argentino 1891-2010. [S.l.]: Ediciones Continente. ISBN 978-950-754-301-2